# Eragrostis curtipedicellata
Eragrostis curtipedicellata är en gräsart som beskrevs av Samuel Botsford Buckley. Eragrostis curtipedicellata ingår i släktet kärleksgrässläktet, och familjen gräs. Inga underarter finns listade i Catalogue of Life.